# Figuren aus „Per Anhalter durch die Galaxis“
In der fünfbändigen Roman-Reihe Per Anhalter durch die Galaxis von Douglas Adams sind die beschriebenen Personen alle fiktiv. Dieser Artikel widmet sich der Darstellung der verschiedenen Lebewesen und Organisationen.

## Hauptpersonen

### Arthur Dent
Arthur Philip Dent ist die Hauptfigur des Romans. Er ist ein Mensch und entkam der Zerstörung der Erde durch die vogonische Bauflotte nur, weil ihn sein Freund Ford Prefect rechtzeitig rettete. Die Erde war, ebenso wie Arthurs Haus auf der Erde, einer Umgehungsstraße im Weg – allerdings einer intergalaktischen Hyperraum-Expressroute.
Arthur irrt einige Jahre hilflos durch Raum und Zeit von einer Krise zur nächsten, ohne dabei jemals seinen Bademantel auszuziehen, kehrt jedoch (aufgrund einiger Zeitverschiebungen) lediglich drei Monate später wieder zurück.
In der Fernsehfassung des Anhalters sowie im BBC-Hörspiel wird Arthur von Schauspieler Simon Jones verkörpert. In der Hollywoodverfilmung wird er vom englischen Komiker Martin Freeman gespielt. Der deutschsprachige Synchronpart wurde von Philipp Brammer gesprochen.
Ein am 7. Februar 1998 entdeckter Kleinplanet (Nr. 18610) wurde „Arthurdent“ (andere Bezeichnung: 1998 CC2) getauft. Douglas Adams starb zwei Tage nach der offiziellen Namensgebung.

### Tricia McMillan
Tricia (Marie) McMillan wird auch Trillian genannt, ist prämierte und brillante Doktorin der Mathematik und Astrophysik, die auf der Erde nicht auf Arbeitslosenunterstützung angewiesen sein wollte und daher mit Zaphod durch das Weltall reist. Sie stammt von der Erde und überlebt nur durch einen Zufall die Zerstörung des Planeten.
Auf einer Party einige Zeit vor der Sprengung der Erde lernt sie Zaphod Beeblebrox kennen (der sich extra für Trillian einen dritten Arm wachsen lässt, was laut ihm mindestens sechs Wochen dauert) und lässt sich von ihm in seinem Raumschiff mitnehmen. Auf dieser Party schlägt sie deshalb auch die Annäherungsversuche von Arthur Dent in den Wind, den sie später aber wiedertrifft. Dargestellt wird sie im Film von 2005 durch Zooey Deschanel, die deutsche Stimme durch Anna Carlsson.
Der Spitzname Tricia McMillans, „Trillian“, ist auch die Namensvorlage des gleichnamigen Instant Messengers: Trillian.

### Ford Prefect
Ford Prefect ist ein Außerirdischer aus dem Beteigeuze-System, der Arthur rettet, als die Erde zerstört wird. Er ist seit Jahren per Anhalter in der Galaxis unterwegs, um als Korrespondent des Nachschlagewerkes Per Anhalter durch die Galaxis Daten über fremde Welten zu sammeln und ist Halbcousin von Zaphod Beeblebrox. Als Tarnnamen für die Erde nahm er versehentlich Ford Prefect an, da er Autos für die dominierende Lebensform der Erde hielt (in Deutschland wurde der Wagen unter dem Namen Ford Taunus vertrieben). Dadurch lernte er auch Arthur Dent kennen, der ihn rettete, als er versuchte, ein fahrendes Auto zu begrüßen. Er musste bei seinen Nachforschungen für das Anhalter-Lexikon 15 Jahre lang auf der Erde verbringen, da er mit seinem elektronischen Daumen kein Raumschiff für die Weiterfahrt finden konnte. Auf der Erde gab er sich als arbeitsloser Schauspieler aus. Darsteller im Film von 2005 ist Mos Def, deutsch synchronisiert von Simon Jäger.

### Zaphod Beeblebrox
Zaphod Beeblebrox stammt von einem Planeten in der Nähe von Beteigeuze, hat zwei Köpfe und einen zusätzlichen Arm (damit hofft er, sich im Ski-Boxen zu verbessern) und ist der Halbcousin von Ford Prefect (drei ihrer Mütter sind gleich). Er ist der Erfinder des Pangalaktischen Donnergurglers und Präsident der Galaxis. Da die Aufgabe des Präsidenten nicht darin besteht, Macht auszuüben, sondern die Aufmerksamkeit von ihr abzulenken, gilt Zaphod als einer der erfolgreichsten Präsidenten, die die Galaxis je hatte. Zwei seiner zehn Präsidentenjahre verbrachte er bereits wegen Unterschlagung hinter Gittern.
Allerdings ist er nur Präsident geworden, um das Raumschiff Herz aus Gold mit dem ersten unendlichen Unwahrscheinlichkeitsantrieb zu stehlen. Acht Monate vor der Vernichtung der Erde gabelt er Trillian (Tricia McMillan) bei einer Party auf der Erde auf. Zusammen mit ihr flüchtet er durch Raum und Zeit.
Bei seiner Flucht mit dem gestohlenen Raumschiff rettet er zufällig Ford Prefect und dessen Begleiter Arthur Dent das Leben, um dann mit ihnen per Zufall den Planeten Magrathea zu entdecken. Zaphod Beeblebrox gilt als Abenteurer, Ex-Hippie, Lebemann, Hochstapler und manischer Selbstbeweihräucherer, der in persönlichen Beziehungen ein grauenhafter Versager ist und oft für total bescheuert gehalten wird. Dargestellt wird er im 2005er Film von Sam Rockwell, deutsch synchronisiert von Dietmar Wunder.

### Marvin
Marvin ist ein Roboter der Sirius-Kybernetik-Corporation und gehört zur Ausstattung des Raumschiffs Herz aus Gold. Er hat „ein Gehirn von der Größe eines Planeten“ und ist der Prototyp für Roboter mit „Echtem Menschlichen Persönlichkeitsbild“ (EMP). Seine Persönlichkeit zeichnet sich vor allem dadurch aus, dass er sich ständig über alles beklagt und depressiv ist. Auf dem Planeten Magrathea rettet er Arthur, Ford, Trillian und Zaphod das Leben, indem er sich mit dem Bordcomputer eines feindlichen Raumschiffs unterhält und ihm seine Ansichten über das Universum darlegt. Das feindliche Raumschiff begeht daraufhin Selbstmord.
Seine Intelligenz beweist Marvin, als er unbewaffnet einem Kampfroboter gegenüber steht und ihn nur durch Worte dazu bringt, sich selbst zu zerstören. Das kommentiert er anschließend mit den Worten: „Was für eine deprimierend dämliche Maschine!“
Marvin hat außerdem ständig Schmerzen in den Dioden auf der linken Seite, dem einzigen Teil von ihm, das durch das ganze Buch hindurch nicht ausgewechselt wird.
Marvin „stirbt“ auf dem Planet Preliumtarn, nachdem er Gottes letzte Botschaft gelesen hat, da er durch den Marsch durch die Wüste dorthin ziemlich ramponiert war. Außerdem war er schon in die Jahre gekommen. Durch die vielen Zeitsprünge ist Marvin zum Schluss 37 mal älter als das Universum selbst. Außerdem weiß Marvin, wie die Frage zu der Antwort „42“ (beantwortet von Deep Thought) lautet, kommt aber nie dazu, diese mitzuteilen.
In der englischen/deutschen Version des Films von 2005 wird sein Part von Alan Rickman/Friedhelm Ptok gesprochen.

#### Rezeption
1981 erschien das Lied „Marvin/Metal Man“ von Stephen Moore. Das Lied kam unter die Top 40 der UK Charts.
Auf dem Album „Ok Computer“ der Alternativrockband Radiohead wird Marvin indirekt genannt, das zweite Lied „Paranoid Android“ wurde nach Marvin benannt, der Songtext und die Atmosphäre passen zur Weltanschauung Marvins.

### Der Reiseführer (kurzAnhalter) selbst
Der kosmische Reiseführer tritt im Hörspiel als autoritative Stimme aus dem Off auf. In den Büchern wird in ähnlicher Weise ausgiebig aus dem fiktiven Reiseführer zitiert. Er ist zusammengetragen aus den Berichten von Raum- und Zeitreisenden, die das Universum durchquerten, sich durch dieses treiben ließen oder schlicht per Anhalter fuhren und die wundersamsten Erfahrungen sammeln konnten/wollten/mussten – so genannte Anhalter, die bei dem herausgebenden Verlag auf Ursa Minor registriert sind und, was viel wichtiger ist, eine Mitarbeiter-Spesenkreditkarte haben, die überall im bekannten Universum akzeptiert wird. Sich selbst beschreibt der Anhalter mit folgenden Worten:
In vielen der etwas lässigeren Zivilisationen am äußersten Ostrand der Galaxis hat der Reiseführer Per Anhalter durch die Galaxis die große Encyclopaedia Galactica als Standard-Nachschlagewerk für alle Kenntnisse und Weisheiten inzwischen längst abgelöst. Denn obwohl er viele Lücken hat und viele Dinge enthält, die sehr zweifelhaft oder zumindest wahnsinnig ungenau sind, ist er dem älteren und viel langatmigeren Werk in zweierlei Hinsicht überlegen.
Erstens ist er ein bisschen billiger und zweitens stehen auf seinem Umschlag in großen, freundlichen Buchstaben die Worte KEINE PANIK.
Unübertroffen ist der Anhalter schließlich durch seine praktischen Ratschläge:
Auch ist es schon mal bei einer Reise durch die Zeit vorgekommen, dass man zufällig sein eigener Vater oder seine eigene Mutter wird. Sein eigener Vater oder seine eigene Mutter zu werden, ist kein Problem, mit dem eine tolerante und gut aufeinander eingespielte Familie nicht fertig würde.
In einigen Szenen der sechsteiligen Fernsehserie, zuerst im Raumschiff der Vogonen, taucht auch ein Exemplar des Anhalters in der Hand von Ford Prefect auf: Es ist (sicher nicht extra so vorgesehen) ca. im Format DIN A5 und ca. drei Finger dick. Damit entspricht es zufälligerweise der Größe, in der die drei DVDs der Fernsehserie in den frühen Jahren des 21. Jahrhunderts in den Handel kamen. Die DVDs griffen die Gestaltung des „Original“-Einbandes auf und druckten auf die Vorderseite in großen, freundlichen Buchstaben: KEINE PANIK. Der Erzähler in der Serie ist Peter Jones, in der 2005er Verfilmung Stephen Fry/Reinhard Glemnitz.

## Nebenpersonen

### Agrajag
Agrajag ist eine Figur, die von Arthur Dent unzählige Male (ohne Mordabsicht) getötet worden ist.
Das (aus Arthurs Sicht) letzte Mal wird Agrajag auf Stavromula Beta getötet. Nach jedem Tod wird Agrajag wiedergeboren, nur um bald ein weiteres Mal von Arthur Dent getötet zu werden. Als ihm dieser Zusammenhang bewusst wird, entwickelt er einen Rachekörper, mit dem er sich an Arthur rächen will. Durch die mit den Reinkarnationen verbundenen Zeitsprünge trifft Arthur in einer anderen Reihenfolge auf Agrajag. Dies führt auch dazu, dass Arthur von Agrajag erfährt, wo er ihn zum letzten Mal töten wird, mit dem Nebeneffekt, dass Arthur weiß, dass er nicht sterben kann, bevor er am Ort Stavromula Beta gewesen ist. In einem seiner Leben war Agrajag der Petunientopf auf Magrathea, die Worte „Oh Nein nicht schon wieder“ bezogen sich auf Arthur Dent, den er im Inneren der Herz aus Gold sah.
In der Radioserie wurde Agrajag von Douglas Adams selbst gespielt. Es wurden Aufnahmen eines Hitchhiker’s-Guide-Hörbuchs verwendet, das Adams selber aufgenommen hat.

### Hurling Frootmig
Hurling Frootmig ist der fiktive erste Herausgeber des Anhalters. Die von ihm gesetzten Grundprinzipien des Anhalters waren Ehrlichkeit und Idealismus. Nachdem der Anhalter das erste Mal pleiteging, legte er auch noch fest, wo man von beidem abweichen konnte, und begründete so den späteren Erfolg des Anhalters.

### Fiet Vujagig
Student an der Universität von Maximegalon und Saufkumpan von Zaphod, der die Kugelschreibertheorie aufgestellt hat. Die Theorie besagt, dass alle Kugelschreiber, die plötzlich unauffindbar verschwinden, sich in einem unbeaufsichtigten Moment auf die Reise zu einem kugelschreiberoiden Planeten machen, um dann dort zu leben.
Fiet Vujagig behauptet weiter, diesen Planeten gefunden zu haben und eine Zeit lang als Fahrer einer Familie billiger Wegwerfkugelschreiber gearbeitet zu haben.

### Humma Kavula
In der Filmversion eingeführter geistiger Führer der Jatravartiden, der bei der Präsidentenwahl gegen Zaphod angetreten ist. Er wird von Schauspieler John Malkovich dargestellt; die deutsche Stimme stammt von Joachim Tennstedt. Glaubt daran dass das Universum von einem Monster ausgerotzt wurde.

### Slartibartfaß
Slartibartfaß (im englischen Original: Slartibartfast) ist ein Planetenbaumeister, der sich auf die Herstellung von Fjorden spezialisiert hat. Er gewann für den Entwurf des Landes Norwegen einen Preis, den Arthur Dent und Ford Prefect tief in einem Gletscher in Norwegen sehen, als sie auf die alte Erde kommen.
Als Erde II gebaut wird, wird Slartibartfaß der Kontinent Afrika zugewiesen, worüber er ziemlich unglücklich ist, weil er gerne weiterhin Fjorde bauen möchte, und Fjorde in Afrika sind „nicht äquatorial genug“ (und wären ohne natürliche Gletscherbewegung kaum erklärlich). Dargestellt wird er im Film von 2005 durch Bill Nighy, die deutsche Stimme durch Bodo Wolf.
Douglas Adams wollte für diese Figur einen groben Namen, der sich wie ein Fluch anhört, sein erster Versuch lautete deshalb Phartiphukborlz. Mit dem Namen wollte er auch die Sekretärin der Hörspielproduktion des BBC ärgern, da die Figur über längere Zeit („mein Name tut nichts zur Sache“) ihren Namen nicht preisgibt, die Sekretärin jedoch jeder Dialogzeile der Radioskripte den umständlichen Namen voranstellen muss.

### Yooden Vranx
Er war der Vorgänger von Zaphod Beeblebrox als Präsident der Galaxis. Yooden Vranx gehörte zu den Verschwörern, die Zaphod Beeblebrox anstifteten, das Raumschiff Herz aus Gold zu stehlen, um dem geheimen Herrscher des Universums zu begegnen.

### Haktar
Haktar war der erste Computer, der „wie ein natürliches Gehirn funktionierte“. Er wurde von den Silastischen Waffenteufeln von Striterax damit beauftragt, die „Allerletzte Waffe“ zu entwickeln. Haktar entwickelt daraufhin eine Bombe, die das gesamte Universum in eine gigantische Supernova verwandeln würde.
Da ihn die letzte Konsequenz dieser Waffe jedoch mit Entsetzen erfüllt, baut er einen kleinen Fehler ein, woraufhin er von den Silastischen Waffenteufeln pulverisiert (d. h. gesprengt) wird.

### Wowbagger, der Unendlich Verlängerte
Wowbagger ist durch einen dummen Unfall mit einem irrationalen Partikelbeschleuniger, einem flüssigen Mittagessen und einem Paar Gummibändern unsterblich geworden. Darüber sehr verärgert, hat er – um sich die Zeit zu vertreiben – eine Mission begonnen: alles und jeden im Universum einmal zu beleidigen – in alphabetischer Reihenfolge. Er hofft, dass seine Reiseroute – von irgendeinem Punkt des Universums aus gesehen – ein ganz fürchterliches Schimpfwort ergibt. Arthur Dent wird von Wowbagger auf der prähistorischen Erde als „Trottel“ und „richtiges Arschloch“ bezeichnet. Beinahe auch ein zweites Mal, etwa zwei Millionen Jahre später – eine Folge der Zeitsprünge, die Arthur mitgemacht hatte. Er kommentierte diese Begegnung mit den Worten „Ich hatte dich schon mal, oder?“.

### Colin
Colin ist ein kleiner runder Sicherheitsroboter der Anhalterzentrale, dem Ford im fünften Teil des Romans begegnet. Sein logisches Denken basiert auf Glück: Wenn Strom durch einen bestimmten Teil seines Gehirns fließt, ist er glücklich. Ford ersetzt den Chip, der das Glücklichsein Colins regelt, durch einen Draht. Dadurch führt Colin jeden Befehl Fords aus und verschafft ihm Zugang zum Zentralcomputerterminal des Anhalters.

### Pag
Pag (eigentlich Zipo Bibrok 5 × 108) heißt das fiktive Gerichtswesen, das das berühmte Krikkit-Urteil spricht.

### Prak
Prak ist eine Figur, deren unglückliches Schicksal es ist, die Wahrheit zu kennen und zu sagen. Sie taucht im Epilog des Buches „Das Leben, das Universum und der ganze Rest“ auf. Unter anderem weiß Prak, wo Gottes letzte Botschaft an seine Schöpfung zu finden ist (sie lässt sich in riesigen, brennenden Buchstaben in den Quentulus-Quazgar-Bergen im Land Servobeupstry auf dem Planeten Preliumtarn nachlesen). Ansonsten gibt es weit weniger Spannendes zum Thema „Wahrheit“ zu sagen als dies vermuten lässt. Ach ja, außer natürlich beim Thema „Frösche“. Und über Arthur Dent, über den, so Prak: „es noch bessere Stellen als über die Frösche“ im Zusammenhang mit der Wahrheit gebe. Prak verstirbt, nachdem er wochenlang über Arthur Dent gelacht hat, daran, sich über Arthur Dent zu ärgern.

### Deep Thought
Deep Thought ist der zweitgrößte Computer im Universum aus Raum und Zeit. Er fand nach siebeneinhalb Millionen Jahren Rechenzeit die Antwort auf die Frage aller Fragen, die Frage nach dem Leben, dem Universum und dem ganzen Rest, nämlich 42. Er war allerdings nicht im Stande, die dazu passende Frage zu formulieren. Zu diesem Zweck entwirft er den größten Computer im Universum aus Raum und Zeit, so groß, dass er oft mit einem Planeten verwechselt wurde, und nennt ihn „Die Erde“. Mit dem Bau der Erde werden die Bewohner des Planeten Magrathea beauftragt, die sich auf die Herstellung von Planeten nach Maß spezialisiert haben.

### Die Weißen Mäuse
Die Weißen Mäuse sind die intelligenteste Lebensform des oft für einen Planeten gehaltenen Supercomputers Erde. Man erkennt dies an der Tarnung ihrer Laborversuche mit Menschen als Laborversuche der Menschen mit Weißen Mäusen. Sie sind die dreidimensionale Projektion von jenen pandimensionalen Wesen, die Deep Thought konstruiert hatten und nun – auch um damit in Fernsehshows auftreten zu können – die Frage nach dem Leben, dem Universum und Allem herausfinden wollen. Als ihnen das nicht gelang, beschlossen sie, sie sich selbst auszudenken und kamen zu dem Schluss: „Wie viele Straßen muss der Mensch entlangspazieren?“

### Random
Wie durch einen Zufall und vor allem aus Gründen der Langeweile gebärt Trillian auf ihrer Reise ein Mädchen, das den Namen 'Random' erhält. Der Vater ist, unwissentlich und zufällig, Arthur Dent, der, um an Geld zu kommen, an diversen Orten Samenspenden gegeben hatte. Im späteren Verlauf des Buches Einmal Rupert und zurück bittet Trillian Arthur, auf Random aufzupassen. Random macht ihm diese Aufgabe jedoch nicht gerade leicht.

### Rob McKenna
Rob McKenna ist der Regengott, obwohl er das nicht weiß. Für ihn ist einfach immer ein miserabler Tag, es regnet immer, Rob McKenna hat 231 verschiedene Typenbezeichnungen für Regen. Er weiß einfach nur, dass auf miese Arbeitstage nur miese freie Tage folgen. Die Wolken wissen es jedenfalls nicht anders, sie wollen nur in seiner Nähe sein und ihn streicheln und tränken.
Rob ist von Beruf Fernfahrer – und immer nur im Regen unterwegs zu sein, verbessert seine Laune auch nicht. Steht eine Gartenparty an, bittet man Rob in der Regel darum, nicht zu erscheinen.
Glücklicherweise werden einige arabische Scheichs auf ihn aufmerksam und bieten ihm einen hochdotierten Vertrag an.

### Eddie, der Bordcomputer
Eddie ist der Bordcomputer des Sternenschiffs Herz aus Gold. Er ist immer gut drauf und berechnet einem gerne seine persönlichen Probleme auf zehn Stellen hinter dem Komma – allerdings nicht immer sehr zuverlässig.
Für Notfälle hat er auch noch einen – extrem autoritären – Ersatzcharakter, der bei Bedarf eingeschaltet werden kann.
In kritischen Situationen kommt auch seine musische Ader zum Vorschein, wenn er z. B. „Lass, oh Welt, oh lass mich sein …“ anstimmt.

### Murray Bost Henson
Ein mit Arthur befreundeter Journalist. Murray recherchiert einen Artikel über zwei Menschen, die nachts in den Straßen herumfliegen, ohne dabei zu ahnen, dass es sich hierbei um Arthur und Fenchurch handelt. Murray plappert ähnlich wie Eddie, der Bordcomputer, ständig unzusammenhängendes Zeug und verwendet gerne Formulierungen wie „Arthur, mein alter Suppenlöffel“ oder Sätze wie „Bloß ein Gerücht, mein alter Elefantenzahn, mein kleiner grüner Filz-Spieltisch, bloß ein Gerücht“.

### Prostetnik Vogon Jeltz
Prostetnik Vogon Jeltz vom Galaktischen Hyperraum-Planungsrat ist verantwortlich für die Sprengung der Erde. Die Erdbewohner hätten die Sprengung der Erde verhindern können – schließlich hatten sie 50 Erdenjahre Zeit dazu gehabt, Protest einzulegen, da die Planungsentwürfe und Zerstörungsanweisungen im Planungsamt auf Alpha Centauri ausgelegt worden waren.
„Ich weiß nicht, ein lahmer Drecksplanet ist das. Ich habe nicht das geringste Mitleid“, meint Prostetnik. In letzter Sekunde schaffen es Arthur und Ford aber „per Anhalter“, sich auf seinem Raumschiff in Sicherheit zu bringen. Letztendlich werden sie dann doch gefunden und vor Prostetnik gebracht, der ihnen eines seiner Gedichte vorliest. Während Ford von Schmerzen gequält wird, sitzt Arthur einfach da, räkelt sich und hört ihm trotz mangelndem Verständnis der meisten Worte apathisch zu. Nach dem Gedicht gibt Prostetnik ihnen die Wahl: Entweder sterben sie in den Weiten des Weltraums oder sie sagen ihm, wie gut ihnen sein Gedicht gefallen hat. Trotz Kommentar werden sie dann doch von Prostetnik aus dem Raumschiff geworfen.
Persönlich ist Prostetnik Vogon Jeltz kein erfreulicher Anblick, noch nicht mal für Vogonen. Aber eigentlich ist er wie jeder andere Vogone (außerdem mag er keine Anhalter).

### Grunthos der Aufgeblasene
Dichterfürst der Asgothen von Kria. Von den Asgothen stammt die zweitschlechteste Dichtkunst im Universum (die drittschlechteste ist die der Vogonen, die schlechteste ging mit der Zerstörung der Erde verloren). Im Anhalter werden zwei Werke von Grunthos dem Aufgeblasenen erwähnt: zum einen das Gedicht „Ode an einen kleinen grünen Kittklumpen, den ich eines Sommermorgens in meiner Achselhöhle fand“ und zum anderen das zwölfbändige Epos Meine Lieblingsgluckser zur Badezeit.

### Paula Nancy Millstone Jennings
Sie wird im Anhalter im Zusammenhang mit asgothischer und vogonischer Dichtkunst kurz nach Grunthos dem Aufgeblasenen erwähnt:
„Die allerschlechteste aller Dichtungen ging zusammen mit ihrer Schöpferin, Paula Nancy Millstone Jennings aus Greenbridge, Essex, England, bei der Vernichtung des Planeten Erde unter.“
Eines ihrer Gedichte:
```
The dead swans lay in the stagnant pool.
They lay. They rotted. They turned
Around occasionally.
Bits of flesh dropped off them from
Time to time.
And sank into the pool's mire.
They also smelt a great deal.
Paula Nancy Millstone Jennings
```

```
Die toten Schwäne lagen in dem abgestandenen Pool.
Sie lagen. Sie faulten. Sie drehten sich hin und wieder herum.
Teile von Fleisch fielen von Zeit zu Zeit von ihnen ab.
Und sanken in des Pools Morast.
Ebenso rochen sie ziemlich stark.
```

In der ursprünglichen Radioshow war der Name eigentlich „Paul Neil Milne Johnstone“ und musste auf dessen Verlangen geändert werden. Johnstone war ein Schulfreund von Adams und Dichter. Er verstarb ca. drei Jahre nach Adams.

### Fenchurch
Fenchurch ist das berühmt-berüchtigte Mädchen, das „ganz allein in einem Café in Rickmansworth saß, plötzlich auf den Trichter kam, was die ganze Zeit auf der Welt so schiefgelaufen war und endlich wusste, wie die Welt gut und glücklich werden könnte“. Sie konnte diese Idee niemals jemandem mitteilen, weil die Erde zwei Minuten nach ihrer Erkenntnis in die Luft gesprengt wurde. Fenchurch fällt schließlich schreiend in ein Eiersandwich, weshalb sie den Boden verfehlt und seitdem nie den Erdboden berührt. Monate später kommt sie schließlich mit Arthur Dent zusammen, der sich bei der Rückkehr auf der Erde sofort in sie verliebt. Arthur trifft Fenchurch das erste Mal in dem Auto ihres Bruders, der diese aus einer Nervenklinik abholt. Arthurs Versuche, sie wiederzufinden, scheitern. Erst ein halbes Jahr später trifft er sie trampenderweise auf einer Autobahn-Raststätte wieder. Ihre Begegnung dauert nur kurz, aber immerhin hinterlässt Fenchurch ihm ihre Telefonnummer, die er prompt wieder verliert, weil er damit in einer Tombola eine Schallplatte mit Dudelsackmusik gewinnt. Schließlich gibt er die Suche nach Fenchurch auf und widmet sich mit Hilfe eines Rechners der Suche nach der Höhle auf der prähistorischen Erde, in der er lange Zeit gelebt hatte. Nach einiger Zeit kommt er zu einem Ergebnis (was übrigens stimmt) und begibt sich an den errechneten Ort. Als er an die Tür klopft, öffnet ihm Fenchurch. An ihrem ersten Abend bringt Arthur ihr das Fliegen bei. Die darauf folgende Liebesnacht verbringen sie unter anderem auf der Tragfläche einer Boeing 747, was natürlich Aufsehen erregt.
Da Fenchurch die gewonnene Erkenntnis, was die ganze Zeit so auf der Welt schiefgelaufen sei, seit der Vernichtung der Erde durch die Vogonen vergessen hatte, und seitdem das Gefühl hat, dass ihr etwas fehlt, trampt sie mit Arthur zu dem Planeten Preliumtarn, um dort Gottes letzte Botschaft zu sehen. Ebenso wie Arthur und Wonko der Verständige hatte sie von den Delfinen als Abschiedsgeschenk ein Goldfischglas bekommen. Als Fenchurch und Arthur dieses an ihr Ohr halten, erfahren sie, dass die Delfine aus Mitleid die Menschheit gerettet haben.
Ihren Namen erhielt sie nach der Fenchurch Street Railway Station in London, wo sie in einer Warteschlange gezeugt wurde.

### Mr. L. Prosser
Mr. L. Prosser ist 40 Jahre alt, fett, schäbig, entfernter Verwandter von Dschingis Khan (weswegen er wahrscheinlich auch so vernarrt in kleine Pelzhüte ist und ständig Visionen von Reitern und Streitmächten hat), arbeitet für den örtlichen Rat und ist der Bauleiter, der Arthur Dent die Nachricht überbringt, sein Haus müsse für eine Umgehungsstraße Platz machen. Als Arthur diskutieren will und sich sträubt, sagt Prosser, dass ja die Baupläne schon seit Monaten im örtlichen Planungsbüro aushingen und er genug Zeit hatte, sich darüber zu beschweren. Als sich Arthur aus Protest in den Schlamm vor einen Radlader legt und nicht mehr gehen will, um sein Haus zu retten, versucht Ford, weil er ihm vom Untergang der Welt erzählen will, an Arthurs Stelle, Mr. Prosser zu überreden, sich in den Matsch zu legen, damit niemand das Haus einreißen könne.

### Eccentrica Gallumbits
Eccentrica ist die dreibrüstige Hure von Erotikon VI, deren erogene Zonen angeblich schon drei Meilen vor ihrem eigentlichen Körper anfangen. Ford Prefect glaubt allerdings, dass dies nicht stimme – es seien vier. Sie bezeichnet Zaphod Beeblebrox als „den größten Knaller seit dem Urknall“.

### Wonko der Verständige
Nachdem Wonko der Verständige eines Tages auf einer Packung Zahnstocher eine Bedienungsanleitung gelesen hatte, beschloss er, dass das Universum nunmehr derart verrückt geworden sei, dass es nur noch die Möglichkeit gäbe, es in ein Irrenhaus zu sperren. Daher baute er ein Haus, in dem das Innere nach außen gekehrt war und das selbst Escher zum Staunen gebracht hätte. Wonko behauptet auch regelmäßig Besuch von „Engeln“ mit grünen Flügeln und Doktor-Scholl-Sandalen zu bekommen.
Genau wie Fenchurch und Arthur haben die Delfine auch ihm, bevor sie verschwanden, ein Goldfischglas als Abschiedsgeschenk hinterlassen.

### Oolon Coluphid
Oolon Coluphid ist ein umstrittener Philosoph und Schriftsteller. Am bekanntesten ist sein Werk „Na, lieber Gott, das war’s dann wohl“, in dem er sich mit dem Beweis von Gottes Nichtexistenz beschäftigt. Auch wenn die meisten fahrenden Theologen dieses Thema für absoluten Humbug halten, hinderte es Coluphid nicht daran, ein kleines Vermögen mit diesem Buch zu verdienen. Die bekanntesten Werke von Coluphid sind:
- Wo Gott sich irrte
- Noch ein paar von Gottes größten Fehlern
- Wer ist dieser Gott überhaupt?
- Na, lieber Gott, das war’s dann wohl
- Was Sie noch nie über Sex wissen wollten, aber rauszufinden gezwungen waren

## Lebewesen und Außerirdische

### Babelfisch
Babelfische sind fischähnliche Lebewesen, die als kleine, gelbe blutegelartige Fische beschrieben werden. Der Babelfisch ernährt sich von Gehirnströmen.
Das Besondere daran ist, dass er nicht von den Gehirnströmen seines Wirts lebt, sondern von den Strömen von Wesen aus der Umgebung. Alles von ihnen Gesagte wird von dem Babelfisch aufgenommen und als telepathische Matrix in das Gehirn des Wirts ausgestoßen. Hat man eines dieser putzigen Tierchen im Ohr, kann man jede Sprache des Universums verstehen.
Damit hat der Babelfisch nicht nur mehr Unheil und Kriege verursacht, als man sich denken kann. Auf die Unwahrscheinlichkeit der Entstehung des Babelfischs durch pure Evolution wurden kluge Denker aufmerksam und bewiesen mit Hilfe dieses Fisches, dass es Gott nicht geben kann:
- „Ich weigere mich zu beweisen, dass ich existiere“, sagt Gott, „denn ein Beweis ist gegen den Glauben, und ohne Glauben bin ich nichts.“
- „Aber“, sagt der Mensch, „der Babelfisch ist doch eine unbewusste Offenbarung, nicht wahr? Er hätte sich nicht zufällig entwickeln können. Er beweist, dass es dich gibt, und darum gibt es dich, deiner eigenen Argumentation zufolge, nicht. Quod erat demonstrandum.“
- „Ach du lieber Gott“, sagt Gott, „daran habe ich nicht gedacht“, und löst sich prompt in ein Logikwölkchen auf.
- „Na, das war ja einfach“, sagt der Mensch, und beweist, weil’s gerade so schön war, dass Schwarz gleich Weiß ist, und kommt wenig später auf einem Zebrastreifen ums Leben.

Der Name des Babelfischs ist der biblischen Geschichte vom Turmbau zu Babel entlehnt, die die Ereignisse erzählt, die zur Entstehung der verschiedenen Sprachen geführt haben sollen. Der Internet-Übersetzungsdienst Babel Fish ist nach dem Babelfisch benannt.

### Matratzen
Matratzen sind fiktive, aber freundliche, anspruchslose Federkerngeschöpfe, die die Sümpfe des Planeten Squornshöllisch Zeta bevölkern und alle Zem heißen. Einige von ihnen werden gefangen, getötet und sorgfältig getrocknet, so dass man darauf schlafen kann, ohne dass dies die Matratzen besonders zu stören scheint (vermutlich weil alle Zem heißen und so von niemandem bemerkt wird, dass jemand fehlt). Sie sprechen gerne über das Wetter, das auf Squornshöllisch Zeta ein Kapitel für sich ist, globbern, flollopen und weidomieren flupiglich.
Matratzen sind etwa in den Schlafräumen der Dentrassis auf Schiffen der vogonischen Bauflotte zu finden, jedoch nur in sorgfältig getöteter und getrockneter Form, so dass nur sehr wenige von ihnen jemals wieder lebendig wurden.

### Vogonen
Vogonen sind eine der unausstehlichsten Rassen im ganzen Universum – mies gelaunt, bürokratisch, aufdringlich und gefühllos. Auf ihrem Heimatplaneten (Vogsphere) bestrafen aus dem Boden schnellende „Schaufeln“ jeden Gedanken und jede Idee mit einem Schlag ins Gesicht. (Nur im Film.) Der Hitchhiker’s Guide empfiehlt: Auf gar keinen Fall frage man einen Vogonen, ob er einem Gedichte vorliest. Denn sie haben die drittschlechteste Dichtkunst im Universum.
Die Sprengung der Erde war das Werk einer vogonischen Bauflotte. Arthur Dent und Ford Prefect können sich auf eines der vogonischen Schiffe retten, werden aber als blinde Passagiere entdeckt, woraufhin ihnen der Kommandant Gedichte vorliest und sie ins Weltall werfen lässt.

### Telefondesinfizierer
Personen, die diesen Beruf ausüben, desinfizieren Telefone und verhindern damit Seuchen, die durch Ohrmuscheln nicht desinfizierter Telefone übertragen werden.
Auf dem Planeten Golgafrincham wurde der Beruf des Telefondesinfizierers von der angeblichen Idioten-Bevölkerungsgruppe ausgeübt, die ein Drittel der Gesamtbevölkerung ausmachen soll und deren Mitglieder neben dem des Telefondesinfizierers weitere unsinnige Berufe wie Versicherungsvertreter und Friseur ausüben. Diese Bevölkerungsgruppe wurde im Raumschiff Arche B ausgesetzt und strandete auf der prähistorischen Erde.
Die Unsinnigkeit des Berufsfeldes Telefondesinfizierer wird vordergründig durch die Tatsache relativiert, dass die Einwohner von Golgafrincham letztlich an einer Seuche ausstarben, die durch nicht desinfizierte Telefone verbreitet wurde.

### Dentrassis
Dentrassis sind große, pelzige Kreaturen, die auf den Bauflottenschiffen der Vogonen als Köche angestellt sind. Die Dentrassis sind im Allgemeinen aufsässige Vielfraße, eine wilde, aber angenehme Horde. Da die Dentrassis (wie eigentlich alle Wesen im All) Vogonen nicht sonderlich mögen, gefällt es ihnen außerordentlich, von Zeit zu Zeit einen Anhalter an Bord der Vogonenschiffe mitzunehmen, was wiederum die Vogonen sehr verärgert.

### Huluvu
Ein Huluvu ist ein superintelligenter Schatten von blauer Färbung. Er wird zu besonders festlichen Anlässen meist in ein freistehendes Prisma gespiegelt. [Hier liegt ein Übersetzungsfehler in der deutschen Ausgabe vor. Im Original sind Huluvu “a hyperintelligent shade of blue”, was eine superintelligente Schattierung der Farbe Blau bzw. ein superintelligenter Blauton ist.]

### Großer gefräßiger Plapperkäfer von Traal
„Ein zum Verrücktwerden dämliches Vieh, es nimmt an, wenn du es nicht siehst, kann es dich auch nicht sehen – bescheuert wie eine Bürste, aber sehr, sehr gefräßig.“ Man kann sich allerdings vor ihm schützen, indem man sich ein Handtuch vors Gesicht bindet. Sollte man das versäumen, so erwartet einen „eine weit aufgesperrte Masse triefender Giftzähne“.
Dummerweise sind ihm viele Touristen zum Opfer gefallen, weil sie einen Artikel im Anhalter zu wörtlich genommen hatten. Dort hieß es nämlich aufgrund eines bedauerlichen Druckfehlers, dass der Plapperkäfer für vorbeikommende Touristen oft ein sehr gutes Essen machen würde. Tatsächlich macht er aber aus vorbeikommenden Touristen ein sehr gutes Essen. Deswegen wurde der Anhalter von einigen Angehörigen gefressener Touristen verklagt, gewann den Prozess aber, als er darauf hinwies, dass seine Version schöner sei, und ein Dichter bewies, dass Wahrheit Schönheit und Schönheit Wahrheit ist. Das Gericht verurteilte daraufhin das Leben selbst, da es Schönheit und Wahrheit nicht getrennt hatte.

### Die Jatravartiden
Viele Völker glauben, das Universum wurde von so etwas Ähnlichem wie einem Gott erschaffen, allerdings meinen die Jatravartiden auf Viltwodl VI, dass ein Wesen namens „Großer Grüner Arkelanfall“ das ganze Universum einfach ausgeniest hat.
Die Jatravartiden, die in ständiger Furcht vor einer Zeit leben, die sie „Die Ankunft des Großen Weißen Taschentuchs“ nennen, sind kleine blaue Geschöpfe mit jeweils mehr als fünfzig Armen, und sie sind deshalb so einzigartig, weil sie die einzige Rasse der Universengeschichte sind, die das Deospray noch vor dem Rad erfand.
Die Lehre vom Großen Grünen Arkelanfall hat aber außerhalb von Viltwodl VI nicht sehr viele Anhänger, und so wird, da das Universum nun mal so verwirrend ist, ständig nach anderen Erklärungen gesucht.

### Pikkas
Pikkas, so nennt man eine Vogelart auf Lamuella. Für die Dorfbewohner sind sie in zweierlei Hinsicht wichtig:
1. Die Eier der Pikkas geben ein sehr schmackhaftes Omelett her.
2. Sie sind wichtig, um ein Absolut-Normales-Viech aus seiner Herde zu locken, damit man das Absolut-Normale-Viech leichter jagen kann.

### Absolut-Normale-Viecher
Die Absolut-Normalen-Viecher sind im Grunde ganz normalen Rindern nicht unähnlich, die in großen Herden leben. Sie tauchen im Herbst östlich des Hondo-Gebirges auf Lamuella auf und donnern innerhalb von sechs Tagen über die Anhondo-Ebene; im Frühling wieder zurück. Sie kommen aus dem Nichts und verschwinden auch wieder ins Nichts. Aber in Wirklichkeit kommen sie aus dem Reich des Kings, einem Restaurant. Die Dorfbewohner auf Lamuella schätzen das sehr leckere und kostbare Fleisch. Damit die Jäger von den Hörnern der Tiere nicht aufgespießt werden, haben sie eine Taktik entwickelt, mit der sie ein Absolut-Normales-Viech herauslocken können. Zum einen brauchen sie ein grellfarbenes Tuch und zum anderen einen Pikka. Wenn man erst einmal ein Absolut-Normales-Viech herausgelockt hat, muss man es so lange zwischen dem Tuch und dem Pikka entlanghetzen, bis das Tier erschöpft zusammenbricht. Dann kann man versuchen, es zu töten. Sehr begehrt ist das Fleisch für Sandwichmacher, ein sehr geschätzter Beruf auf Lamuella, den Arthur dort ausführt. (Siehe Band 5: Einmal Rupert und zurück.)

### Krikkitkrieger / Bewohner von Krikkit
Der Nachthimmel über dem Planeten Krikkit ist einer der uninteressantesten Anblicke im gesamten Universum. Die Bewohner dieses Planeten konnten sich daher nicht vorstellen, dass es über ihnen irgendetwas geben könnte. Nachdem eines Tages ein Raumschiff auf ihren Planeten gestürzt war und sie bemerkten, dass dem nicht so war, beschlossen sie, eine Armee auszusenden, um den Rest des Universums zu vernichten und so ihr Weltbild zu erhalten. Nach 1000 Jahren Krieg und 2 Grillionen Toten wurden die Krikkitkrieger besiegt, der Planet in eine Zeitlupenhülle eingeschlossen – denn jedes Lebewesen hat nach Ansicht des Gerichtswesens Pag schließlich ein Recht, auf seine Art zu leben – und die Schlüssel zu der Zeitlupenhülle im Universum verteilt.

## Sonstiges

### Disaster Area
Disaster Area (in der deutschen Übersetzung auch Desaster Areal) ist im Roman der Name einer Plutonium-Rockband aus den Geistzonen von Gagrakacka, die allgemein nicht nur als die lauteste Rockband der Galaxis gilt, sondern als der allerlauteste überhaupt mögliche Krach. Der ausgewogenste Sound soll dementsprechend in einer Entfernung von 62 Meilen von der Hauptbühne in einem Betonbunker zu genießen sein. Die Musiker spielen ihre Musikinstrumente ferngesteuert aus ihrem Raumschiff, das sich in der Umlaufbahn des Planeten befindet oder noch öfter in einer Umlaufbahn eines komplett anderen Planeten. Viele Welten haben der Band inzwischen die Auftritte gänzlich untersagt, manchmal aus künstlerischen Gründen, meistens aber, weil ihre Verstärkeranlage gegen regionale Abrüstungsvereinbarungen verstößt.
Als besonderes Spektakel wird während der Konzerte von Disaster Area ein Raumschiff in die Sonne gestürzt.
Die Einkünfte der Band wurden dadurch aber nicht geschmälert, ganz im Gegenteil. Der erste Forschungsbuchhalter von Disaster Area ist erst kürzlich zum Professor der Neomathematik an der Universität von Maximegalon ernannt worden, und zwar in Anerkennung seiner Allgemeinen und Besonderen Theorie der Steuererklärung, in der er zeigt, dass das Gefüge des Raum-Zeit-Kontinuums nicht nur gekrümmt, sondern in Wahrheit total verbogen ist.
Der Bandleader ist Hotblack Desiato; die Helden des Romans treffen ihn im Milliways, dem Restaurant am Ende des Universums. Aus Steuergründen verbringt der Musiker ein Jahr tot, ist aber physisch noch am Leben.
Der Name des Bandleaders wurde von dem realen Londoner Immobilienmakler Hotblack Desiato übernommen.